# Aleurolobus styraci
Aleurolobus styraci là một loài côn trùng cánh nửa trong họ Aleyrodidae, phân họ Aleyrodinae.
Aleurolobus styraci được Takahashi miêu tả khoa học đầu tiên năm 1954.